# ماركو ساليجاري
ماركو ساليجاري (بالإيطالية: Marco Saligari)‏ مواليد 18 مايو 1965 في سستو سان جوفاني، إيطاليا، هو دراج إيطالي سابق.

## سباقات أو مراحل فاز بها
- طواف سويسرا
- طواف إيطاليا

## روابط خارجية
- ماركو ساليجاري على موقع أرشيف الدراجات (الإنجليزية)
- ماركو ساليجاري على موقع إحصائيات الدراجات الإحترافية (الإنجليزية)
- ماركو ساليجاري على موقع CycleBase (الإنجليزية)